# 3001: Остання одіссея
«3001: Остання Одіссея» (англ. 3001: The Final Odyssey) — науково-фантастичний роман Артура Кларка, написаний в 1997 році. Роман є завершальною частиною тетралогії «Космічна Одіссея».

## Сюжет
Героєм роману є космонавт Френк Пул із Космічної Одіссеї 2001. Під час боротьби із HAL 9000 його було викинуто у відкритий космос. Від швидкого охолодження тіло перейшло у стан, подібний до анабіозу із збереженням життєвих функцій. Його знайшов космічний корабель «Голіаф» поблизу орбіти Нептуна. Технології 31 століття дозволили повернути Френка Пула до життя.
Френк поступово адаптується до новинок цивілізації. Більша частина людей проживає в «Кільцевому Місті» — орбітальній станції, що опоясує Землю над екватором, до якої піднімаються 4 космічні ліфти. Люди користуються нейрокомп'ютерним імплантом (англ. braincap), що моделює віртуальну реальність, а також дозволяє спілкуватись подумки і миттєво оволодівати будь-якими професіями. Особистість людини можна зберігати на носій інформації.
В 26-му столітті в Олдувай (Африка) було виявлено моноліт ТМА-0. Цей моноліт прискорив еволюцію людської цивілізації 3 мільйони років тому. Моноліт ТМА-1 з Місяця було перевезено до штаб-квартири Об'єднаних націй. Моноліт ТМА-2 після перетворення Юпітера на зірку відправив звіт до першо-цивілізації і запит, що робити із людством. 450 світлових років сигнал йшов до отримувача і ще 450 років — у зворотному напрямку. Події роману розгортаються якраз через 900 років після третьої частини «2061: Одіссея Три»
В 21-му столітті, коли моноліт збирав дані для запиту, людська цивілізація була агресивною і техногенною. Власне це і стало причиною наказу про знищення людства, який отримав моноліт ТМА-2 у 3001 році. Моноліт починає реплікацію, і армія із мільйонів монолітів утворює два екрани, які перешкоджають світлу Сонця і зірки Люцифер (у минулому Юпітер).
В цей час Девід Боумен і HAL 9000 еволюціонують у єдину сутність — «Халмен», яка перебуває в матриці моноліту. Разом із Френком Пулом вони знаходять спосіб знешкодити моноліти — завантажити в інтелектуальну матрицю моноліту комп'ютерний вірус. В результаті відбувається дезінтеграція ТМА-0, ТМА-1 і ТМА-2. Халмен копіює свою сутність в 60-петабайтний носій інформації, однак йому не вдається уникнути зараження вірусом.
Наприкінці роману Френк Пул із експедицію висаджуються на супутнику Європа і вступають в контакт із примітивними європеанцями.
Творці монолітів, які за мільйони років еволюціонували в безтілесну форму життя, спостерігають за людством. Люди отримують ще один шанс, доки не прийдуть «останні дні».

## Серія
- 2001: Космічна Одіссея
- 2010: Одіссея Два
- 2061: Одіссея Три